# Hełmówka brązowawa
Hełmówka brązowawa (Galerina subbadipes Huijsman) – gatunek grzybów z rodziny podziemniczkowatych (Hymenogastraceae).

## Systematyka i nazewnictwo
Pozycja w klasyfikacji według Index Fungorum: Galerina, Hymenogastraceae, Agaricales, Agaricomycetidae, Agaricomycetes, Agaricomycotina, Basidiomycota, Fungi.
Po raz pierwszy opisał go w 1955 r. Hendrik Sijbert Cornelis na stercie gnijących turzyc (Carex) i pałek (Typha) w Holandii. Wskazał holotyp. Polską nazwę nadał Władysław Wojewoda w 2003 r.

## Morfologia
Kapelusz
O średnicy 7–20 mm, u młodych okazów półkulisty do wypukłego, u starszych rozpostarty z małym garbkiem, higrofaniczny, nagi, półprzejrzyście prążkowany aż do środka, w stanie wilgotnym raczej ciemno rdzawocynamonowy, w stanie suchym matowo ochrowopłowy z odcieniem pomarańczowym w środku i nieco karbowanym brzegiem.
Blaszki
Około 15 pełnych i blaszeczki regularnie przeplatające się z blaszkami pełnymi (l = 2–3), raczej rzadkie, przyrośnięte do brzeżnie-przyrośniętych, złocistopłowe do płowocynamonowych. Ostrza strzępiaste.
Trzon
Wysokość 18–30 mm, grubość 1–2,5 mm, cylindryczny, watowany do pustego, półtwardy. Powierzchnia w górnej częścimiodowa do miodowopłowej, stopniowo ciemniejąca w kierunku rdzawobrązowej, brunatnobrązowej lub nawet prawie czarnej podstawie z białą grzybnią, dolna połowa do dwóch trzecich z kilkoma nałożonymi pasami utworzonymi z białych, przylegających podłużnych włókienek, wierzch lekko oprószony.
Miąższ
Tego samego koloru lub nieco jaśniejszy niż powierzchnia, raczej cienki, bez smaku, o zapachu lekko mączystym.
Cechy mikroskopowe
Zarodniki 9,2–11,8 × 5–6,8 μm, w KOH jasnoochrowobrązowe, wąsko migdałowate, delikatnie chropowate do gładkich, z płytką nad hilum. Podstawki 26–30 × 8–9 μm ze sprzążkami bazalnymi, 4-zarodnikowe, prawie maczugowate ze sterygmami o długości około 4 μm. Pleurocystyd brak. Cheilocystydy liczne, o długości 28–50 μm cienkościenne, zazwyczaj główkowato-brzuszne z szeroką szyjką (2,5–4 μm w pobliżu główki), o długości do 16 μm, ale na ogół znacznie krótszą, średnica główki często przekracza szerokość części brzusznej. Kaulocystydy na szczycie trzonu podobne do cheilocystyd, ale na kapeluszu często mniej widoczne. Strzępki tramy w kapeluszu splecione, z inkrustującym pigmentem, powierzchowne strzępki ułożone promieniście, nieżelatynizowane, o szerokości 3–6 μm, ze sprzążkami i mocno inkrustowane brązowym pigmentem.

## Występowanie i siedlisko
W Polsce jego stanowiska podał Andrzej Nespiak w 1975 r. w Tatrzańskim Parku Narodowym, w późniejszych latach podano kilka następnych.
Saprotrof występujący w lasach na stertach gnijących roślin, również na wilgotnej glebie wśród mchu.